# Venecia Airport
Venecia Airport är en flygplats i Bolivia.   Den ligger i departementet Beni, i den centrala delen av landet, 500 km norr om huvudstaden Sucre. Venecia Airport ligger 183 meter över havet.
Terrängen runt Venecia Airport är mycket platt. Runt Venecia Airport är det mycket glesbefolkat, med 2 invånare per kvadratkilometer..
Omgivningarna runt Venecia Airport är huvudsakligen savann.